# B'z LIVE-GYM Pleasure 2018 -HINOTORI-
《B'z LIVE-GYM Pleasure 2018 -HINOTORI-》是日本音樂組合B'z的影像作品。以DVD和Blu-ray Disc形式發售。
在本條目中，亦記述了關於樂曲「HINOTORI」。

## 概要
自紀念B'z出道30週年於2018年7月7日起至9月22日舉行的睽違5年的Pleasure巡演『B'z LIVE-GYM Pleasure 2018 -HINOTORI-』中，完整收錄了9月22日的味之素體育場最終日公演模樣。此外，亦收錄了6首每日替換曲與巡演紀錄片「TOUR DOCUMENTARY -Road to 20180921-」，並且還收錄了首次CD化的巡演標題曲「HINOTORI」。
雖然最終日公演已於2018年11月24日在WOWOW播放，但在本作中收錄了重新編輯版。
舞台佈景安排了在1995年的『B'z LIVE-GYM Pleasure '95 "BUZZ!!"』、2003年的『B'z LIVE-GYM The Final Pleasure "IT'S SHOWTIME!!"』上登場過的「FIREBIRD」。此外，演唱會演出亦與2003年同樣，採用了再現許多過往的演出及影像。
巡演前在B'z粉絲俱樂部B'z Party的官方網站上實施了名為「Pleasure不可或缺的B'z歌曲」問卷調查，在曲目表中大為反響了其問卷調查結果，並陳述到「除了參考點播要求來訂製曲目表以外，亦有類似於『粉絲感謝祭』的成份在。」（松本談）、「內容算是將30年的總歸納選曲以進化後的形式呈現。」（稻葉談）。
被每日替換演奏的「ZERO」，未收錄於本作中。
在附屬的小冊子中，刊登了「HINOTORI」的歌詞，但除此以外的樂曲之歌詞皆無登載。 
在Oricon影像榜（綜合・2019年3月25日）上，以首週銷量紀錄4.5萬張DVD、7.1萬張Blu-ray，超越了前作『B'z LIVE-GYM 2017-2018 "LIVE DINOSAUR"』的銷量紀錄，並達成雙項冠軍。

## 演奏

### 成員
- 松本孝弘：吉他、製作人
- 稻葉浩志：主唱

### 支援樂手
- 增田隆宣：鍵盤
- Shane Gaalaas（日语：シェーン・ガラース）：爵士鼓
- Barry Sparks（日语：バリー・スパークス）：貝斯
- 大賀好修：吉他

## 收錄内容

### DVD・Blu-ray

#### TOUR DOCUMENTARY -Road to 20180921-
1. (NISSAN STADIUM 20180805)
收錄8月5日的日產體育場公演。
與被每日替換披露。
2. (EHIMEKEN BUDOUKAN 20180811)
收錄8月11日的愛媛縣武道館（日语：愛媛県武道館）公演。
與被每日替換披露。
3. (EHIMEKEN BUDOUKAN 20180811)
收錄8月11日的愛媛縣武道館公演。
與僅在競技場公演被每日替換披露。
4. (EHIMEKEN BUDOUKAN 20180812)
收錄8月12日的愛媛縣武道館公演。
與僅在競技場公演被每日替換披露。
5. (AJINOMOTO STADIUM 20180921)
收錄9月21日的味之素體育場公演。
與被每日替換披露。
6. (AJINOMOTO STADIUM 20180921)
收錄9月21日的味之素體育場公演。
與被每日替換披露。

### CD
1. 巡演標題曲。在本作成為首次CD化。
被作為於1995年發行的18th單曲「LOVE PHANTOM」續編而製作的樂曲[7]。刻意將編曲編排為近似於「LOVE PHANTOM」的氛圍[5]，本巡演商標亦採用了「LOVE PHANTOM」唱片封面所使用的相同字體。自巡演前已暗示過樂曲本身的存在，在出道30週年紀念大型展覽會『B'z 30th Year Exhibition "SCENES" 1988-2018』後期展示了一部分樂譜與歌詞[8]。
松本自30週年的數年前起，便擁有「創作LOVE PHANTOM續編[原文 4]」這樣的構想。之後，因認為30週年紀念巡迴演唱會是良好時機，而在『B'z LIVE-GYM 2017-2018 "LIVE DINOSAUR"』巡演中向成員提案，並決定製作。但關於樂曲製作，松本回顧當時表示「雖然說時容易，但由於LOVE PHANTOM的形象相當強烈，因此製作續編出乎意料地辛苦[原文 5]」[9]。
關於本樂曲的歌詞，根據稻葉的解說表示，由於「LOVE PHANTOM」的歌詞是一首關於戀愛的故事，因此以「熄滅過一次的戀心又再度燃起[原文 6]」為形象，自其處象徵復活，並連結到象徵著重生之物的『火鳥』這樣的形象。此外，稻葉在留言中比喻，若說「LOVE PHANTOM」是男人，那麼「HINOTORI」則成為了類似於女人感受般的氛圍，「即便（2首歌曲的）時間軸相同，亦成為了有如表與裏般的形象[原文 7]」[5]。
在本次的演唱會上並未依照音源演奏「HINOTORI」，而是以穿插在「LOVE PHANTOM」曲中這樣的構成來演奏。這是在彩排演唱會時，試著分別演奏了「LOVE PHANTOM」與「HINOTORI」之後，因為是有意識地完成了一首編曲相似的樂曲，所以成員便產生了「在大作結束後，又開始了相同種類的大作[原文 8]」這樣的違和感。於是誕生出「與其接續著口味及濃度相當的樂曲，不如製作成更大塊如何[原文 9]」這樣的主意，而成為了有如本次的構成。在巡迴演唱會結束後的粉絲俱樂部會報訪談中，松本以「結果論」作為開場白，留言表示「通過穿插的方式，雖然並非組曲，卻進一步擴大了規模。我認為最終有選擇連接起來真是太好了[原文 10]」[5]。

## 投票點播結果
如上所述，於巡演舉行前的2018年4月，在粉絲俱樂部B'z Party的官方網站上實施了名為「Pleasure不可或缺的B'z歌曲」（1人最多可投3首）這樣主題的問卷調查，在本巡演的曲目表中大為反響了其問卷調查結果。此外，一部分排名較高的樂曲，亦存在僅於巡演結束後所舉辦的粉絲俱樂部限定演唱會『B'z PARTY Presents Pleasure in Hawaii』上被演奏了的曲目。
※實際演奏曲目為粗體
- 第1位：
- 第2位：
- 第3位：
- 第4位：
- 第5位：
- 第6位：
- 第7位：
- 第8位：
- 第9位：
- 第10位：
- 第11位：
- 第12位：
- 第13位： (Pleasure in Hawaii上演奏)
- 第14位：
- 第15位：
- 第16位：
- 第17位：
- 第18位：
- 第19位：
- 第20位：
- 第21位：
- 第22位：
- 第23位：
- 第24位： (披露了一部分在「juice」内的呼喊＆回應（日语：コール&レスポンス）（Call and Response）中)
- 第25位：
- 第26位：
- 第27位：
- 第28位： (Pleasure in Hawaii上演奏)
- 第29位： (披露了一部分在「juice」内的呼喊＆回應中)
- 第30位：
- 第31位：
- 第32位：
- 第33位： (僅於廣島公演披露了一部分在「juice」内的呼喊＆回應中)
- 第34位：
- 第35位： (作為送客BGM使用)
- 第36位：
- 第37位：
- 第38位：
- 第39位：
- 第40位：
- 第41位：
- 第42位：
- 第43位：
- 第44位：孤独のRunaway
- 第45位：
- 第46位：
- 第47位：
- 第48位：
- 第49位：
- 第50位：

## 腳註

### 出典
1. 1 2 3  . ORICON NEWS (Oricon). 2019-03-21  [2020-12-09]. （原始内容存档于2019-03-31）.
2. ↑  . The Record (日本唱片協會). 2019-05-15, 714: 14.
3. ↑  . 音樂Natalie. 2019-01-30  [2019-01-30]. （原始内容存档于2019-01-30）.
4. ↑  . BARKS. 2019-01-30  [2019-01-30]. （原始内容存档于2019-01-30）.
5. 1 2 3 4   119. B'z Party. 2018-10.
6. ↑  . Seven-Eleven Japan Co., Ltd.. 2019-04.
7. ↑  . BARKS. 2018-09-24  [2019-01-30]. （原始内容存档于2018-11-15）.
8. ↑  . BARKS.   [2019-03-13]. （原始内容存档于2018-07-01）.
9. ↑   118. B'z Party. 2018-10.